# Tučekite
La tučekite (simbolo IMA: Tuč) è un raro minerale della classe dei minerali "solfuri e solfosali" con la composizione chimica Ni9Sb2S8 e quindi chimicamente un solfuro di nichel-antimonio; appartiene al gruppo dell'hauchecornite.

## Etimologia e storia
La tučekite è stata scoperta per la prima volta negli scisti arcaici di clorite vicino a Kanowna, nell'Australia Occidentale. È stato descritto per la prima volta nel 1978 da J. Just e C. E. Feather, che hanno chiamato il minerale in onore di Karel Tuček (1906-1990), un ex curatore del Museo nazionale di Praga.
Il campione tipo del minerale è conservato nella École nationale supérieure des mines de Paris a Parigi, nella collezione del Museo di Melbourne (ex Museo di Victoria) con il nº di catalogo. M34248 (HT) e la collezione del National Museum of Natural History di Washington con il nº di catalogo 146921 e 146920.

## Classificazione
Poiché la tučekite è stata riconosciuta come minerale indipendente solo nel 1975 e pubblicata solo nel 1978, non è elencata nell'8ª edizione della sistematica mineraria secondo Strunz, che è obsoleta dal 1977. Solo nella Sistematica dei lapis (Lapis-Systematik) di Stefan Weiß, che si basa ancora su questa vecchia forma della sistematica di Strunz per rispetto verso i collezionisti privati e delle collezioni istituzionali, il minerale è stato assegnato al sistema e al minerale nº II/B.15-10. In questa Sistematica ciò corrisponde alla classe dei "solfuri e solfosali" e lì alla divisione "solfuri, seleniuri e tellururi con metallo : S,Se,Te > 1:1", dove la tučekite forma il "gruppo della breathecornite" insieme a hauchecornite, arsenohauchecornite, tellurohauchecornite, bismutohauchecornite (a partire dal 2018).
La 9ª edizione della sistematica minerale di Strunz, valida dal 2001 e aggiornata dall'Associazione Mineralogica Internazionale (IMA) fino al 2009, classifica la tučekite nella classe dei "Solfuri metallici, M:S > 1:1 (principalmente 2:1)". Tuttavia, questa è ulteriormente suddivisa in base ai metalli predominanti nel composto, in modo che il minerale possa essere trovato nella suddivisione "2.BB Con Ni" in base alla sua composizione, dove appartiene al sistema nº 2.BB.10.
Anche la classificazione dei minerali di Dana, utilizzata principalmente nel mondo anglosassone, classifica la tučekite nella classe dei "solfuri e solfosali" e nella divisione dei "minerali solfuri". La si trova nel "Gruppo della breathecornite, solfuri complessi di nichel (tetragonali: P4/nnn o I4/mmm)" con il sistema nº 03.02.05 all'interno della suddivisione "Solfosali con il rapporto z/y = 4 e la composizione (A+)i(A2+)j[ByCz], A = metalli, B = semimetalli, C = non metalli".

## Chimica
Secondo la composizione chimica ideale (teorica) della tučekite (Ni9Sb2S8), il minerale è composto per il 51,37% da nichel (Ni), per il 23,68% da antimonio (Sb) e per il 24,95% da zolfo (S).
Le analisi con microsonda elettronica del campione tipo proveniente da Kanowna (Australia occidentale) hanno prodotto il 47,34% di nichel, il 21,62% di antimonio e il 25,19% di zolfo, oltre a gradi aggiuntivi di 3,61% di ferro (Fe), 1,06% di cobalto (Co) e 0,86 % di arsenico (As), nonché di 1,84% di bismuto (Bi) e 0,30% di tellurio, sostituendo rispettivamente una corrispondente proporzione di nichel e antimonio. Sulla base di otto atomi di zolfo, la composizione empirica:
- {\displaystyle \mathrm {(Ni_{8.21}Fe_{0.66}Co_{0.18})_{\Sigma =9.05}(Sb_{1.81}As_{0.12}Bi_{0.09}Te_{0.02})_{\Sigma =2.04}S_{8.00}} }

è stata idealizzata a:
- {\displaystyle \mathrm {(Ni,Fe,Co)_{9,05}(Sb,Bi,Te)_{1.00}(Sb,As)_{1.04}S_{8}} }

Ulteriori analisi dei campioni di tučekite provenienti dal Witwatersrand in Sudafrica hanno prodotto una composizione simile del 47,8% di nichel, 21,87% di antimonio e 25,13% di zolfo, nonché del 3,75% di ferro, dell'1,34% di arsenico e dell'1,02% di bismuto, che corrisponde alla formula empirica:
- {\displaystyle \mathrm {(Ni_{8,31}Fe_{0,69})_{\Sigma =9,00}(Sb_{1,83}As_{0,18}Bi_{0,05})_{\Sigma =2,06}S_{8,00}} }

## Abito cristallino
La tučekite cristallizza isotipicamente con la breathecornite nel sistema cristallino tetragonale nel gruppo spaziale P4/mmm (gruppo nº 123) con i parametri del reticolo a = 7,17 Å e c = 5,40 Å così come una unità di formula per cella unitaria.

## Origine e giacitura
La tučekite si forma per processi idrotermali in vene ricche di nichel. Nella sua località tipo, il giacimento auriferio di Kanowna a circa 25 km a nord-est di Kalgoorlie nell'Australia Occidentale, il minerale è stato trovato in paragenesi con calcopirite, gersdorffite, magnetite, millerite, pentlandite e pirite così come con polidimite supergenica (secondaria).
Essendo una formazione minerale rara, la tučekite è stata rilevata solo in pochi luoghi in tutto il mondo, anche se finora sono stati documentati circa 20 siti (a partire dal 2020). Con la miniera di rame "Whim Creek" vicino alla Città di Karratha, solo un altro sito in Australia è noto finora.
In Germania, il minerale è stato finora trovato solo nella Renania Settentrionale-Vestfalia, più precisamente nelle ex miniere di Stahlberg vicino a Müsen, Schnellenberg vicino a Beienbach, Jakobskrone e Kronewald vicino ad Achenbach (Siegen), Brüderbund vicino a Eiserfeld e Adler vicino a Siegen-Eisern nel distretto minerario di Siegerland (distretto di Siegen-Wittgenstein).
L'unica località conosciuta in Austria è un deposito di manganese formatosi metamorficamente vicino al comune di Dürnstein in der Steiermark. In Svizzera, l'ex "Mine de Grand-Praz", una miniera abbandonata con mineralizzazione di Cu-Ni-Bi-As vicino ad Ayer nel Canton Vallese, è un sito noto per la tučekite.
In Sud Africa, oltre al giacimento d'oro sul Witwatersrand e alla miniera d'oro di Vaal Reef vicino a Klerksdorp nella provincia nord-occidentale, dove il minerale si trovava in associazione con diskrasite, geversite, michenerite, stibnite, stibiopalladinite, sudburyite e tetraedrite, la tučekite è stata trovata anche nella "miniera Western Deep Levels 1" e nel distretto di West Rand in generale nella provincia di Gauteng.
La tučekite è stata rilevata anche nei campioni di minerali del massiccio di Vozhmin (anche massiccio di Vozhma; in russo: Вожминского массива) con wehrlite serpentinizzata e olivinite nella regione della Carelia settentrionale al confine con la Russia, che appartiene alla Finlandia, cobaltite, geversite, heazlewoodite, maucherite, melonite, niccolite, rame nativo e argento nativo e vozhminite come campione tipo.
La tučekite è stata scoperta anche in Francia, Regno Unito e Ucraina. Una possibile ubicazione nell'ex miniera di manganese Hirogawara nella prefettura di Saitama sull'isola giapponese di Honshū è discutibile e non è stata ancora confermata.

## Forma in cui si presenta in natura
La tučekite è stata trovata solo sotto forma di grani microscopici piccoli e irregolari fino a circa 20 μm di dimensioni e come inclusioni o come formazione di bordi su altri minerali. Il minerale è opaco in qualsiasi forma e mostra una brillantezza metallica sulla superficie dei grani giallo ottone chiaro (sulle superfici lucide anche giallo brunastro).